# Ruleta (herramienta de impresión)

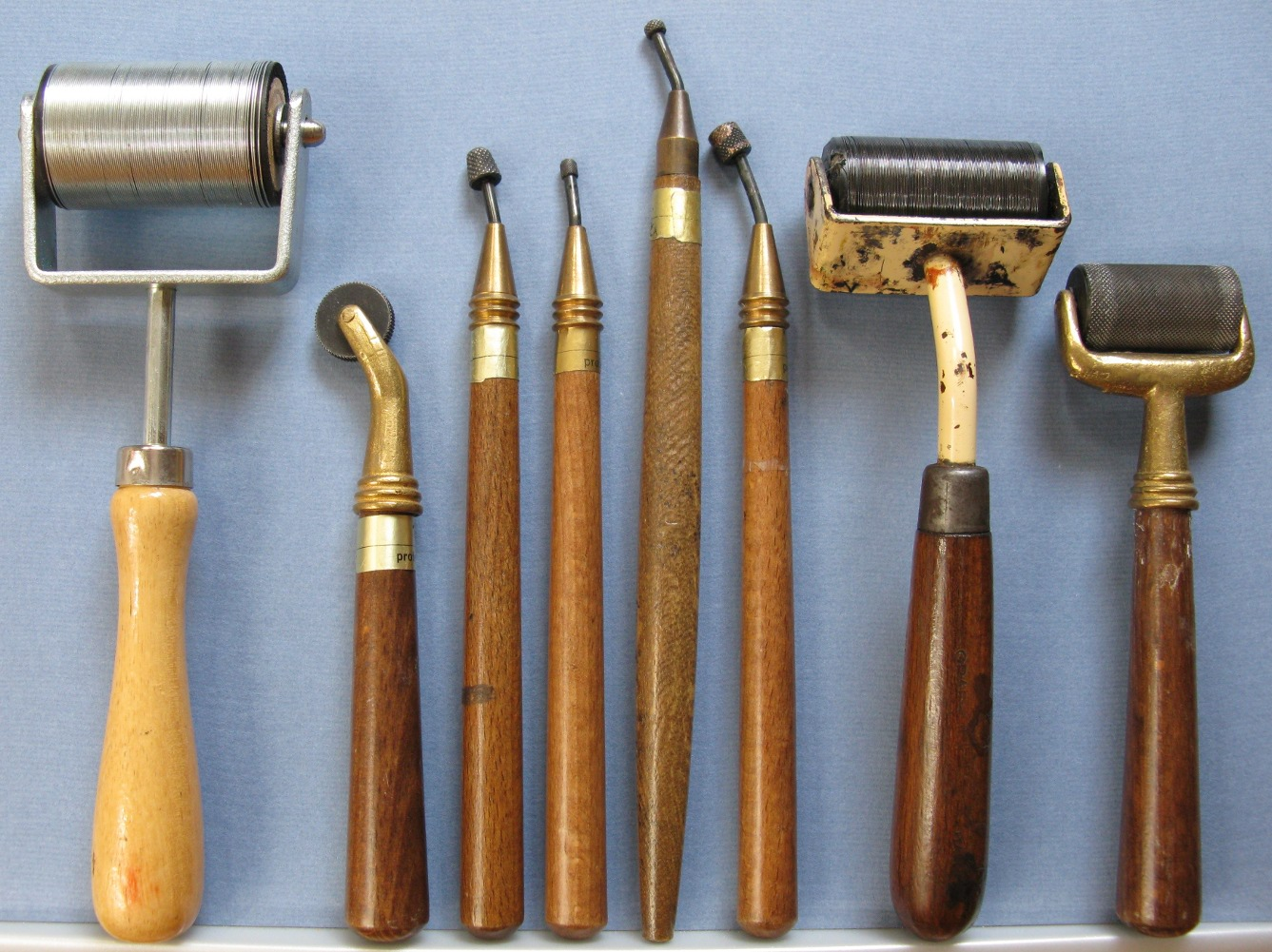
Ruletas utilizadas para grabado calcográfico

La ruleta es una herramienta artística manual que mediante una cabeza giratoria de acero templado, realiza una incisión en serie de puntos, líneas o patrones regulares o irregulares. La compone una rueda giratoria cuya superficie exterior se encuentra tallada con puntos, dibujos o formas de diferentes tamaños, generalmente medidos del 1 al 10, en dimensión ascendente. Este elemento metálico gira alrededor del extremo de una varilla cilíndrica, ligeramente curvada, que se inserta en un mango de madera que se coloca en la mano del usuario.
Generalmente es utilizada por los grabadores calcográficos, pues al ser apoyada sobre una plancha produce un efecto similar al trazo del lápiz. 

## Historia

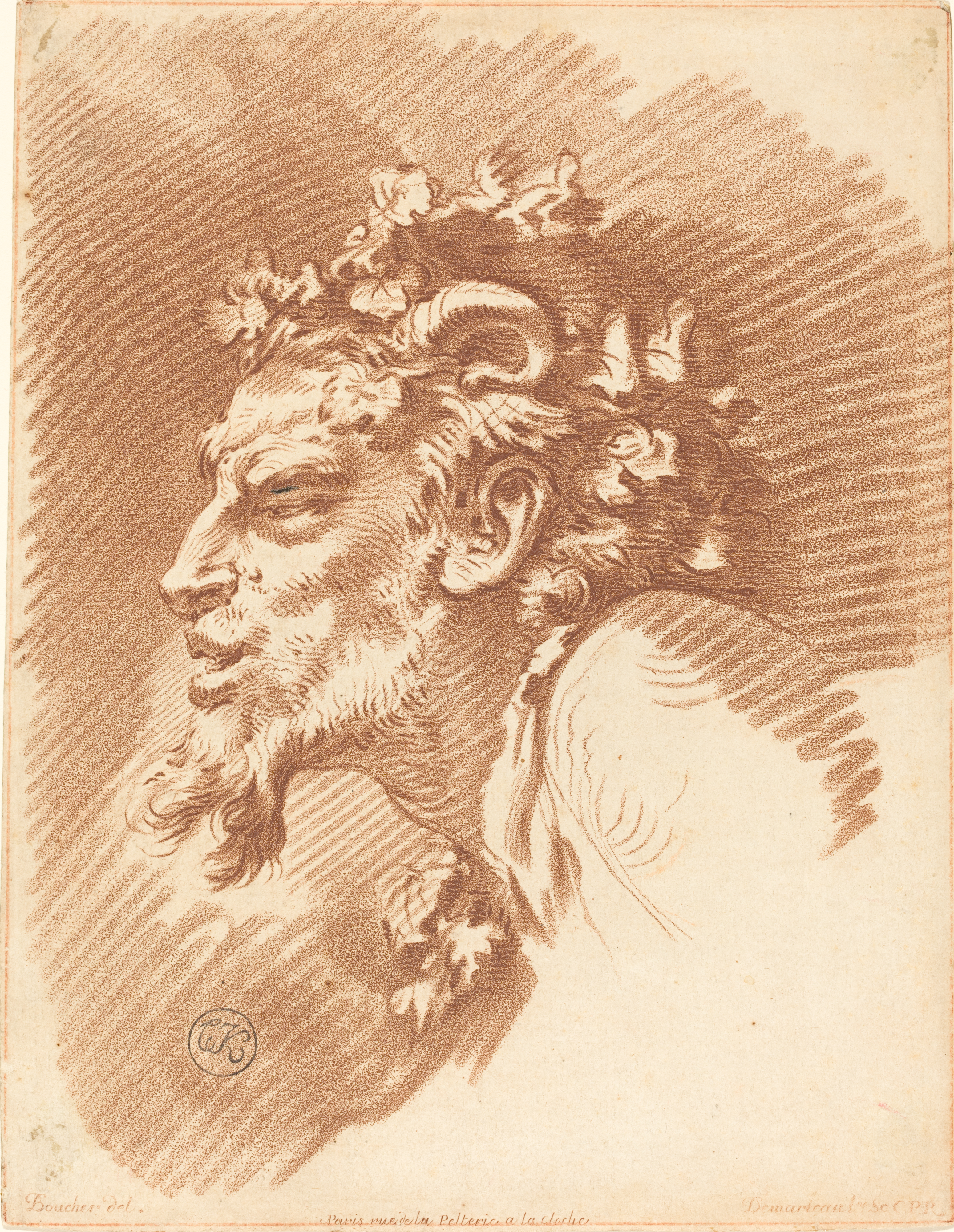
Grabado "al crayón" realizado utilizando ruletas por Gilles Demarteau (1722 - 1776) tras el original de François Boucher (1703-1770).

La herramienta fue desarrollada en Francia, como complemento a una técnica de punteado grabado conocida como "de crayón", o "de tiza", que simulaba dibujos realizados con estos materiales. Se tiene constancia que en 1756, Gilles Demarteau  utilizó la ruleta, también conocido como "rueda de marcado", para sombrear aspectos de una serie de dibujos diseñados por Antoine Watteau. El socio de Demarteau, Jean-Charles François desarrolló aún más la técnica, cuyo uso pronto se extendió a Gran Bretaña, y posteriormente al resto de Europa.